# Les Nouvelles Aventures de Cendrillon
Pour les articles homonymes, voir Cendrillon (homonymie).
Pour plus de détails, voir Fiche technique et Distribution.
Les Nouvelles Aventures de Cendrillon est une comédie française réalisée par Lionel Steketee, sortie en 2017.

## Synopsis
Julie raconte l'histoire de Cendrillon, librement adaptée par elle-même. Elle se transposera en Cendrillon et Marco en prince. De nombreux aller-retours entre le conte et la réalité mettant en parallèle son histoire personnelle.

## Fiche technique
Sauf indication contraire, les informations mentionnées dans cette section peuvent être confirmées par les bases de données cinématographiques IMDb et Allociné,  présentes dans la section « Liens externes ».
- Titre original : Les Nouvelles Aventures de Cendrillon
- Réalisation : Lionel Steketee
- Scénario : Daive Cohen, d'après les personnages créés par Charles Perrault
- Musique : Maxime Desprez et Michaël Tordjman
- Direction artistique : Eric Bourges
- Décors : Maamar Ech-Cheikh
- Costumes : Agnès Beziers
- Photographie : Stéphane Le Parc
- Son : Pierre André, Matthieu Autin, Alain Féat, François-Joseph Hors, Matthieu Tertois
- Montage : Frédérique Olszak
- Production : Daniel Tordjman et Jérôme Seydoux[1]
  - Coproduction : Vivien Aslanian, Romain Le Grand et Jonathan Blumental
- Sociétés de production[2] : 74 films, Pathé Films et TF1 Films Production, avec la participation de Canal+, Ciné+, TF1 et NT1, en association avec Cinémage 11 et Cofimage 28
- Sociétés de distribution[3] : Pathé Distribution (France) ; Alternative Films (Belgique) ; Pathé Films AG (Suisse romande)
- Budget : 10 millions d’ € (estimation)[4]
- Pays de production :  France
- Langue originale : français
- Format[5] : couleur - 2,39:1 (Cinémascope) - son Dolby 5.1
- Genre : comédie
- Durée : 90 minutes
- Dates de sortie[6] :
  - France, Belgique, Suisse romande : 18 octobre 2017[7],[8]
- Classification[9] :
  - France : tous publics[10]
  - Belgique : tous publics (Alle Leeftijden)[7]
  - Suisse romande : interdit aux moins de 10 ans[11]

## Distribution
- Marilou Berry : Julie / Cendrillon
- Josiane Balasko : la voisine de Julie / la belle-mère de Cendrillon
- Arnaud Ducret : Marco, le fils cadet du patron de Julie / le prince Marco
- Didier Bourdon : le patron de Julie / le roi
- Vincent Desagnat : Gilbert, fils aîné du patron et frère de Marco / le prince Gilbert, frère aîné du prince Marco
- Joséphine Draï : La collègue de Julie / Javotte
- Jérôme Commandeur : le duc
- Camille Verschuere : La collègue de Julie / Anastasia
- Milo Mazé : Alex, le fils de Marco
- Andy Cocq : la marraine fée
- Gianni Giardinelli : Le nain Vénère
- Tom Leeb : Le nain Relou
- Allan Duboux : Le nain Péteur (alias Atchoum)
- Jonathan Demurger : le nain Feignasse
- Kevin Levy : le nain Bolosse
- Brian Nicklen : le nain Teubé
- Lester Makedonsky : la nain Cécoin
- Nadia Roz : Blanche-Neige
- Natoo : la fille avec une ceinture de chasteté
- Anaïs Delva : Une des prétendantes du prince Marco
- Kev Adams : Aladin (image d'archive, non crédité)
- Prince Charles de Galles : lui-même (image d'archive)
- Prince William de Cambridge : lui-même (image d'archive)
- Prince : lui-même (image d'archive)
- Benjamin Nissen : Garde donjon Aurore

## Production

### Tournage
Une partie du film est tournée dans 
- le département de l'Essonne[12]
  - Dourdan
- le département de l'Oise[13]
  - château de Pierrefonds
  - Orry-la-Ville abbaye de Commelles
- le département des Yvelines
  - Cernay-la-Ville abbaye des Vaux de Cernay
- le département des Val-d'Oise
  - Mériel Abbaye Notre-Dame du Val

### Internet
- Dossier de presse Les Nouvelles Aventures de Cendrillon